# تا مرز دیدار
تا مرز دیدار فیلمی به کارگردانی حسین قاسمی جامی و نویسندگی علی‌اکبر ثقفی، سعید حاجی‌میری و حسین قاسمی جامی محصول سال ۱۳۶۸ است.

## خلاصهٔ داستان
قرار است تیم ملی فوتبال ایران برای انجام بازی‌های آسیایی به خارج از کشور اعزام شود، اما یکی از بازیکنان اصلی تیم به نام مصطفی موسوی اطلاع می‌یابد که برادرش، مرتضی، در جبهه مفقود شده است. او از همراهی با تیم خودداری می‌کند و برای یافتن مرتضی عازم جبهه می‌شود. مصطفی با کمک هاشم، همرزم برادرش، به محلی که آخرین بار مرتضی دیده شده است می‌رود، اما پس از درگرفتن ماجراهایی هاشم کشته و مصطفی مجروح و به پشت جبهه منتقل می‌شود.

## بازیگران
| به ترتیب تیتراژ  |                         |
| مجید مجیدی       | سید مصطفی و سید مرتضی   |
| هدایت‌الله نوید   | سید جلال                |
| جلیل فرجاد       | جهانگیر                 |
| محمدهادی قمیشی   | محسن                    |
| محسن صادقی نسب   | هاشم                    |
| ابوالقاسم مبارکی | خلیل                    |
| حسن اسدی         | رحیم خوشرفتار (داروساز) |
| علی جلیلی باله   |                         |
| محسن عظیمی‌نیا    |                         |
| سعید عراقی       |                         |
| ملیحه نظری       | مادر مصطفی و مرتضی      |
| فرحناز رضایی     | همسر سید مرتضی          |
| سعید فرامرزی     | بازیگر خردسال           |
| در تیتراژ نیست   |                         |
| رضا بنفشه‌خواه    | شایان (مربی فوتبال)     |
| اکبر دودکار      | سلمونی                  |
| هادی قدس         |                         |
| رضا متین         |                         |
| عزیز توتونچی     |                         |
| حسین فرخی        | ظفر (راننده آمبولانس)   |